# Fußball-Landesliga Westfalen
Die Fußball-Landesliga Westfalen ist seit der Saison 2012/13 die dritthöchste Spielklasse des Fußball- und Leichtathletik-Verbandes Westfalen im Männerfußball und ist auf der siebthöchsten Ebene des deutschen Ligasystems angesiedelt.

## Geschichte

### Gründung
Die Gründung der Landesliga Westfalen wurde im September 1945 zunächst unter der Bezeichnung 1. Division West als sportlicher Nachfolger der Gauliga Westfalen beschlossen. In der ersten Saison, die Februar 1946 begann und in den zwei geographisch getrennten Staffeln West und Ost ausgetragen wurde, nahmen diejenigen 18 Mannschaften am Spielbetrieb teil, die zwischen 1939 und 1944 in der Gauliga gespielt hatten. Die Staffelsieger der ersten Saison waren der FC Schalke 04 und die SpVgg Erkenschwick. Zu einem Finale kam es jedoch nicht.

### Historische Entwicklung
Die Landesliga spielte bis 1948 und in der Saison 1949/50 in zwei Staffeln, in der Saison 1948/49 in drei Staffeln und von 1950 bis 1952 als eingleisige Liga. Zwischen 1952 und 2012 wurde die Landesliga danach insgesamt sechs Jahrzehnte unverändert in fünf Staffeln ausgetragen. Seitdem gibt es vier Staffeln.
Bis zur Saison 1955/56 war die Landesliga die höchste Spielklasse in Westfalen. Mit Gründung der Verbandsliga Westfalen 1956 war die Landesliga zunächst noch die zweithöchste, nach Gründung der Oberliga Westfalen 1978 nur noch die dritthöchste westfälische Spielklasse. Nach der Auflösung der Oberliga Westfalen zugunsten der NRW-Liga im Jahre 2008 war die Landesliga die zweithöchste Spielklasse. Seit der Spielklassenstrukturreform 2012 und der Wiedereinführung der Oberliga Westfalen ist die Landesliga wieder nur noch die dritthöchste Spielklasse in Westfalen.
Im deutschen Ligensystem war die Landesliga bei Gründung zunächst erstklassig und rutschte seither mehrfach durch Einführung höherer Spielklassen (Oberliga West 1947, 2. Oberliga West 1949, Verbandsliga Westfalen 1956, Oberliga Westfalen 1978, Regionalliga West 1994 und zuletzt 3. Liga 2008) bis heute auf die siebte Ebene des Ligasystems ab.

## Aktueller Modus
Die Landesliga Westfalen besteht ab der Saison 2012/13 aus vier Staffeln mit einer Sollstärke von jeweils 16 Mannschaften. Die genaue Einteilung der Staffeln wird jedes Jahr nach geographischen Gesichtspunkten vorgenommen.

### Aufstieg zur Westfalenliga
Der Meister jeder Staffel steigt in die Westfalenliga auf, sofern in dieser Spielklasse nicht bereits eine Mannschaft desselben Vereins spielt. In diesem Fall rückt ebenso wie bei Verzicht auf den Aufstieg die nächstbestplatzierte, aufstiegsbereite und zugelassene Mannschaft der jeweiligen Staffel nach. Sofern in der Westfalenliga weitere freie Plätze zu besetzen sind, spielen die Tabellenzweiten aller Staffeln in einer Aufstiegsrunde weitere Aufsteiger aus.

### Abstieg zur Bezirksliga
Die auf den Tabellenrängen 14 und tiefer platzierten Mannschaften jeder Staffel steigen in die Bezirksliga ab. Aus der Bezirksliga steigen die Meister in die Landesliga auf. Sofern in der Landesliga weitere freie Plätze zu besetzen sind, spielen die Tabellenzweiten aller Staffeln in einer Aufstiegsrunde weitere Aufsteiger aus.

### Schiedsrichter
Ab der Landesliga werden alle Spiele mit einem Schiedsrichtergespann (Schiedsrichter, Schiedsrichterassistent 1, Schiedsrichterassistent 2) angesetzt. In den Ebenen darunter ist dies nur in Ausnahmen der Fall, dort wird in der Regel bis zur Kreisliga D nur ein Schiedsrichter angesetzt.

## Teilnehmer der Saison 2025/26
Die Staffeleinteilung wurde am 5. Juli 2024 veröffentlicht.
| Staffel 1 | Staffel 2 | Staffel 3 | Staffel 4 |
| --- | --- | --- | --- |
| - SV Avenwedde - Delbrücker SC (Absteiger) - Post TSV Detmold - TuS Dornberg - SV Heide-Paderborn - SC Herford - Hövelhofer SV - Rot-Weiß Kirchlengern - BV Bad Lippspringe (Aufsteiger) - TuS Lohe - FC Lübbecke (Aufsteiger) - Sportfreunde DJK Mastbruch - SVKT 07 Minden - FC Nieheim (Absteiger) - FC Bad Oeynhausen - VfB Schloß Holte (Aufsteiger) | - USC Altenautal (Aufsteiger) - SV 04 Attendorn - SC Drolshagen - Borussia Dröschede - Rot-Weiß Erlinghausen - SV Hohenlimburg (Absteiger) - SuS Langscheid/Enkhausen (Aufsteiger) - FC Lennestadt - BSV Menden - SC Neheim - SpVg Olpe - Germania Salchendorf - SV Schmallenberg/Fredeburg - TuS Sundern - TSV Weißtal (Aufsteiger) - SuS Bad Westernkotten | - FC Altenbochum (Aufsteiger) - SV Brackel 06 - TuS Hannibal Dortmund - FC Roj Dortmund - TuS Eichlinghofen (Aufsteiger) - TuS Harpen - YEG Hassel - BV Herne-Süd (Aufsteiger) - Hombrucher SV - SuS Kaiserau - VfL Kamen (Aufsteiger) - Königsborner SV - FC Marl - SV Sodingen (Absteiger) - Sportfreunde Wanne-Eickel - SV Wanne | - ASK Ahlen (Aufsteiger) - SC Altenrheine - SG Bockum-Hövel (Absteiger) - SV Burgsteinfurt - SV Rot-Weiß Deuten - SV Dorsten-Hardt - SpVg Emsdetten 05 (Aufsteiger) - Westfalia Gemen - Hammer SpVg - Ibbenbürener Spvg - Schwarz-Weiß Lembeck (Aufsteiger) - Lüner SV (Absteiger) - Borussia Münster - VfL Senden - Werner SC - Vorwärts Wettringen |

| Avenwedde |

| Delbrück |

| Detmold |

| Dornberg |

| Herford |

| Hövelhof |

| Kirchlengern |

| Bad Lippspringe |

| Lohe |

| Lübbecke |

| Mastbruch |

| Minden |

| Nieheim |

| Bad Oeynhausen |

| Paderborn |

| Schloß Holte |

| Arpe |

| Attendorn |

| Brilon |

| Drolshagen |

| Dröschede |

| Erlinghausen |

| Hohenlimburg |

| Langscheid |

| Lennestadt |

| Menden |

| Neheim |

| Olpe |

| Salchendorf |

| Schmallenberg |

| Sundern |

| Weißtal |

| Bad Westernkotten |

| Altenbochum |

| Brackel |

| Disteln |

| Dortmund (3) |

| Hassel |

| Harpen |

| Herne (2) |

| Hombruch |

| Kaiserau |

| Kamen |

| Königsborn |

| Marl |

| Wanne-Eickel (2) |

| Ahlen |

| Altenrheine |

| Burgsteinfurt |

| Deuten |

| Emsdetten |

| Gemen |

| Hamm (2) |

| Hardt |

| Ibbenbüren |

| Lembeck |

| Lünen |

| Münster |

| Neuenkirchen |

| Senden |

| Werne |

| Wettringen |

## Bisherige Meister

### 1946 bis 1956
Der Westfalenmeister ist fett geschrieben. 1946 gab es keinen Westfalenmeister. Die Landesliga war bis 1947 die höchste, bis 1949 die zweithöchste und danach die dritthöchste Spielklasse.
| Jahr | Staffel 1             | Staffel 2           | Staffel 3               | Staffel 4             | Staffel 5         |
| ---- | --------------------- | ------------------- | ----------------------- | --------------------- | ----------------- |
| 1946 | FC Schalke 04         | SpVgg Erkenschwick  | —                       | —                     | —                 |
| 1947 | FC Schalke 04         | Borussia Dortmund   | —                       | —                     | —                 |
| 1948 | SuS 13 Recklinghausen | Preußen Münster     | —                       | —                     | —                 |
| 1949 | VfL Witten            | SpVgg Herten        | Arminia Bielefeld       | —                     | —                 |
| 1950 | VfB 03 Bielefeld      | TSV Detmold         | —                       | —                     | —                 |
| 1951 | SpVgg Röhlinghausen   | —                   | —                       | —                     | —                 |
| 1952 | Arminia Ickern        | —                   | —                       | —                     | —                 |
| 1953 | VfB 03 Bielefeld      | Sportfreunde Siegen | SpVgg Röhlinghausen     | TSV Hüls              | Hombrucher FV 09  |
| 1954 | VfJ 08 Paderborn      | Sportfreunde Siegen | VfB Habinghorst         | TSV Hüls              | FC TuRa Bergkamen |
| 1955 | VfB 03 Bielefeld      | Sportfreunde Siegen | Eintracht Gelsenkirchen | Erler SV 08           | Dortmunder SC 95  |
| 1956 | SVA Gütersloh         | Sportfreunde Siegen | Arminia Ickern          | Sportfreunde Gladbeck | Dortmunder SC 95  |

### 1957 bis 1978
Durch die Einführung der Verbandsliga ist die Landesliga nur noch viertklassig.
| Jahr | Staffel 1              | Staffel 2              | Staffel 3              | Staffel 4                 | Staffel 5             |
| ---- | ---------------------- | ---------------------- | ---------------------- | ------------------------- | --------------------- |
| 1957 | Borussia Lippstadt 1   | SuS Hüsten 09          | SV Langendreer 04      | SC Hassel                 | Hammer SpVg           |
| 1958 | SpVgg Fichte Bielefeld | SuS Menden 09          | Hasper SV              | SpVg Marl                 | TSG Rheda             |
| 1959 | Union Herford          | Spvg Plettenberg       | TBV Mengede            | SC Hassel                 | VfL Schwerte          |
| 1960 | TBV Lemgo              | Sportfreunde Neheim    | VfL Resse 08           | RSV Münster               | BV Brambauer          |
| 1961 | TSG Rheda              | SuS Menden 09          | TB Eickel              | Ibbenbürener Spvg         | Lüner SV              |
| 1962 | TBV Lemgo              | TuS Iserlohn           | SV Langendreer 04      | Preußen Hochlarmark       | TuS Eving-Lindenhorst |
| 1963 | SuS Lage               | RSV Meinerzhagen       | VfL Hörde              | BVH Dorsten               | Herringer SV          |
| 1964 | SV Brackwede           | VfL Klafeld-Geisweid   | SG Castrop-Rauxel      | FC Schalke 04 Am.         | Arminia Bockum-Hövel  |
| 1965 | SuS Lage               | TuS Iserlohn           | Arminia Marten         | Blau-Weiß Langenbochum    | FC TuRa Bergkamen     |
| 1966 | SV Brackwede           | RSV Lüdenscheid-Höh    | SC Gelsenkirchen 07    | SpVg Marl                 | TuS Ahlen             |
| 1967 | SV Porta Neesen        | VfL Klafeld-Geisweid   | Hombrucher FV 09       | Preußen Hochlarmark       | SVA Gütersloh         |
| 1968 | SV Brackwede           | TuS Iserlohn           | VfL Witten             | Eintracht Ahaus           | DJK Gütersloh         |
| 1969 | Minden 05 2            | RSV Meinerzhagen 3     | TuS Hattingen          | SC Hassel                 | Borussia Dortmund Am. |
| 1970 | 1. FC Paderborn 4      | RSV Lüdenscheid-Höh    | SG Wattenscheid 09 Am. | SpVg Emsdetten 05         | SpVg Beckum           |
| 1971 | TuS Sennelager         | TuS Neuenrade 5        | SG Castrop-Rauxel      | SV Erle 08                | BV Königsborn         |
| 1972 | TSG Harsewinkel        | SC Neheim-Hüsten       | TuS Eving-Lindenhorst  | SC Recklinghausen         | Ahlener SV            |
| 1973 | SC Herford             | Hasper SV              | Hellweg Lütgendortmund | VfB Rheine                | SV Holzwickede        |
| 1974 | Bünder SV              | VfB Altena             | Erler SV 08            | TSG Harsewinkel           | BV Brambauer          |
| 1975 | FC Gohfeld             | VfL Bad Berleburg      | VfL Bochum Am.         | Warendorfer SU            | Teutonia Lippstadt    |
| 1976 | Spvg Steinhagen        | TSV Bigge-Olsberg      | VfL Gevelsberg         | Eintracht Recklinghausen  | Herringer SV          |
| 1977 | TuS Schloß Neuhaus     | VfL Bad Berleburg      | BV Brambauer           | ASC Schöppingen           | TSG Harsewinkel       |
| 1978 | BV Bad Lippspringe 6   | VfL Klafeld-Geisweid 7 | Lüner SV 8             | Westfalia Westerkappeln 9 | Teutonia Lippstadt 10 |

| 1 Vizemeister Teutonia Lippstadt stieg ebenfalls auf. 2 Vizemeister Spvg Steinhagen stieg ebenfalls auf. 3 Vizemeister Sportfreunde Siegen stieg ebenfalls auf. 4 Vizemeister VfL Schlangen stieg ebenfalls auf. 5 Vizemeister SuS Hüsten 09 stieg ebenfalls auf. | 6 Weitere Aufsteiger: SC Verl, SC Oberbecksen und TuS Horn. 7 Weitere Aufsteiger: SuS Niederschelden, SpVg Olpe, Sportfreunde Oestrich 8 Weitere Aufsteiger: SC Gelsenkirchen 07, FC Schalke 04 Am. 9 Weitere Aufsteiger: VfB Waltrop, TSV Marl-Hüls, SpVg Marl 10 Weitere Aufsteiger: Rot-Weiß Unna, BSV Menden |

### 1979 bis 1994
Durch die Einführung der Oberliga Westfalen ist die Landesliga nur noch fünftklassig.
| Jahr | Staffel 1              | Staffel 2           | Staffel 3             | Staffel 4         | Staffel 5             |
| ---- | ---------------------- | ------------------- | --------------------- | ----------------- | --------------------- |
| 1979 | SpVgg Fichte Bielefeld | SC Neheim           | BV Herne-Süd          | TuS Haltern       | Hammer SpVg           |
| 1980 | FC Gohfeld             | SSV Hagen           | SV Langendreer 04     | VfL Reken         | Eintracht Heessen     |
| 1981 | VfB 03 Bielefeld       | SSV Mühlhausen      | Blau-Gelb Schwerin    | TuS Hiltrup       | Hasper SV             |
| 1982 | SV Weser Leteln        | SV Schmallenberg    | VfL Witten            | VfB Alstätte      | TuS Ahlen             |
| 1983 | Hövelhofer SV          | FSV Werdohl         | Borussia Dortmund Am. | SpVg Marl         | SV Welver             |
| 1984 | Arminia Bielefeld Am.  | SV Ottfingen        | SC Hassel             | SuS Stadtlohn     | SpVg Beckum           |
| 1985 | Spvg Steinhagen        | VSV Wenden          | SV Sodingen           | TSG Dülmen        | VfR Sölde             |
| 1986 | SpVg Brakel            | SC Neheim           | FC Schalke 04 Am.     | SV Wilmsberg      | TuS Sundern           |
| 1987 | TBV Lemgo              | Rot-Weiß Lennestadt | VfR Sölde             | VfB Hüls          | VfL Witten            |
| 1988 | Arminia Bielefeld Am.  | SV Langenau 08      | TuS Eving-Lindenhorst | TuS Hiltrup       | Rot-Weiß Unna         |
| 1989 | Bünder SV              | FSV Werdohl         | VfL Witten            | SC Südlohn        | SV Holzwickede        |
| 1990 | SpVgg Fichte Bielefeld | Blau-Weiß Hillmicke | Hombrucher FV 09      | Preußen Lengerich | Teutonia Lippstadt    |
| 1991 | SuS Lage               | BSV Menden          | Vorwärts Werne        | FC Rhade          | TuS Sundern           |
| 1992 | Arminia Bielefeld II   | SV Thülen           | SG Werne              | TSG Dülmen        | TSV Victoria Clarholz |
| 1993 | TuS Horn-Bad Meinberg  | Hasper SV           | SV Rotthausen         | SG Hillen         | Blau-Weiß Wewer       |
| 1994 | FC Bad Oeynhausen 1    | Fortuna Hagen 2     | TuS Heven 3           | VfB Kirchhellen 4 | TuS Ahlen 5           |

### 1994 bis 2008
Durch die Einführung der Regionalliga ist die Landesliga nur noch sechstklassig.
| Jahr | Staffel 1              | Staffel 2              | Staffel 3              | Staffel 4              | Staffel 5             |
| ---- | ---------------------- | ---------------------- | ---------------------- | ---------------------- | --------------------- |
| 1995 | SV Gadderbaum          | SV Ottfingen           | WSV Bochum 06          | VfB Waltrop            | Davaria Davensberg    |
| 1996 | VfB 03 Bielefeld       | SSV Meschede           | STV Horst-Emscher      | Sportfreunde Lotte     | LR Ahlen II           |
| 1997 | SpVgg Fichte Bielefeld | TuS Iserlohn           | TSG Sprockhövel        | Borussia Emsdetten     | Westfalia Rhynern     |
| 1998 | VfB 03 Bielefeld       | TuS Sundern 1          | Westfalia Herne 2      | SpVgg Vreden 3         | Hövelhofer SV         |
| 1999 | SV Enger-Westerenger 4 | Sportfreunde Siegen II | VfB Westhofen          | SC Hassel 5            | VfB Marsberg          |
| 2000 | Arminia Bielefeld Am.  | TuS Erndtebrück        | VfL Schwerte           | SpVg Emsdetten 05      | DJK Wiedenbrück       |
| 2001 | SV Enger-Westerenger   | SV Hohenlimburg        | SV Vorwärts Kornharpen | SV Schermbeck          | Delbrücker SC         |
| 2002 | TuS Jöllenbeck         | TuS Sundern            | SV Sodingen            | SG Herten-Langenbochum | SC Paderborn 07 II    |
| 2003 | SV Höxter 6            | SC Neheim              | SSV Buer 7             | Preußen Münster II     | Westfalia Rhynern     |
| 2004 | TuS Dornberg           | SSV Hagen              | SV Sodingen            | DJK Germania Gladbeck  | Rot-Weiß Erlinghausen |
| 2005 | FC Bad Oeynhausen      | TSV Weißtal            | DSC Wanne-Eickel       | SuS Neuenkirchen       | SuS Bad Westernkotten |
| 2006 | SC Wiedenbrück 2000    | BSV Menden             | TuRa Rüdinghausen      | TuS Hiltrup            | SpVg Brakel           |
| 2007 | Rot-Weiß Maaslingen    | Borussia Dröschede     | SV Herbede 8           | FC 96 Recklinghausen   | Rot-Weiß Horn 9       |
| 2008 | TuS Dornberg           | SpVg Olpe              | ASC 09 Dortmund        | Grün-Weiß Nottuln      | SSV Mühlhausen        |

| 1 Vizemeister SV Hohenlimburg stieg ebenfalls auf. 2 Vizemeister Lüner SV stieg ebenfalls auf. 3 Vizemeister Teutonia Waltrop stieg ebenfalls auf. 4 Vizemeister FSC Rheda stieg ebenfalls auf. 5 Vizemeister FC Rhade stieg ebenfalls auf. | 6 Vizemeister SV Avenwedde stieg ebenfalls auf. 7 Vizemeister SV Langendreer 04 stieg ebenfalls auf. 8 Vizemeister BV Brambauer stieg ebenfalls auf. 9 Vizemeister SuS Langscheid/Enkhausen stieg ebenfalls auf. |

### Seit 2008
Durch die Einführung der 3. Liga ist die Landesliga nur noch siebtklassig. Zur Saison 2012/13 wurde die fünfte Staffel abgeschafft.
| Jahr | Staffel 1                                                | Staffel 2                                                | Staffel 3                                                | Staffel 4                                                | Staffel 5         |
| ---- | -------------------------------------------------------- | -------------------------------------------------------- | -------------------------------------------------------- | -------------------------------------------------------- | ----------------- |
| 2009 | VfB Fichte Bielefeld                                     | TuS Ennepetal                                            | Teutonia SuS Waltrop                                     | Preußen Münster II                                       | Hövelhofer SV     |
| 2010 | SV Spexard                                               | 1. FC Kaan-Marienborn                                    | DJK TuS Hordel                                           | SV Dorsten-Hardt 1                                       | Westfalia Wickede |
| 2011 | VfL Theesen 2                                            | FSV Werdohl                                              | FC Brünninghausen 3                                      | TuS Hiltrup 4                                            | SC Roland Beckum  |
| 2012 | SV Rödinghausen 5                                        | Borussia Dröschede 6                                     | SW Wattenscheid 08 7                                     | SC Hassel 8                                              | SV Holzwickede 9  |
| 2013 | VfL Theesen 10                                           | FC Iserlohn 46/49                                        | Hombrucher SV 11                                         | SV Dorsten-Hardt 12                                      | —                 |
| 2014 | SC Herford                                               | TuS Erndtebrück II                                       | SV Horst-Emscher 08 13                                   | FC Viktoria Heiden 14                                    | —                 |
| 2015 | SV Rödinghausen II 15                                    | SpVg Olpe 16                                             | SV Brackel 06 17                                         | YEG Hassel 18                                            | —                 |
| 2016 | SuS Bad Westernkotten                                    | SC Neheim                                                | Lüner SV                                                 | TuS Haltern                                              | —                 |
| 2017 | VfB Fichte Bielefeld                                     | SG Finnentrop/Bamenohl                                   | Viktoria Resse                                           | SpVg Beckum                                              | —                 |
| 2018 | VfL Theesen 19                                           | RSV Meinerzhagen 20                                      | BSV Schüren 21                                           | Borussia Emsdetten 22                                    | —                 |
| 2019 | TuS Tengern 23                                           | SV Hohenlimburg 24                                       | SV Sodingen                                              | Grün-Weiß Nottuln                                        | —                 |
| 2020 | FC Preußen Espelkamp 25                                  | Borussia Dröschede 26                                    | Wacker Obercastrop 27                                    | SC Westfalia Kinderhaus 28                               | —                 |
| 2021 | Die Saison wurde wegen der COVID-19-Pandemie annulliert. | Die Saison wurde wegen der COVID-19-Pandemie annulliert. | Die Saison wurde wegen der COVID-19-Pandemie annulliert. | Die Saison wurde wegen der COVID-19-Pandemie annulliert. | —                 |
| 2022 | SC Verl II                                               | SC Obersprockhövel                                       | Türkspor Dortmund                                        | IG Bönen                                                 | —                 |
| 2023 | Rot-Weiß Maaslingen 29                                   | SV Westfalia Soest                                       | SpVgg Horsthausen                                        | SG Bockum-Hövel 30                                       | —                 |
| 2024 | FSC Rheda                                                | Sportfreunde Ostinghausen                                | Westfalia Herne                                          | SuS Neuenkirchen                                         | —                 |

| 1 Vizemeister 1. FC Gievenbeck stieg ebenfalls auf. 2 Vizemeister FC Bad Oeynhausen stieg ebenfalls auf. 3 Vizemeister TuS Heven stieg ebenfalls auf. 4 Vizemeister SpVgg Vreden stieg ebenfalls auf. 5 Weitere Aufsteiger: Rot-Weiß Maaslingen und TSV Victoria Clarholz. 6 Weitere Aufsteiger: SV Hohenlimburg und TuS Erndtebrück II. 7 Weitere Aufsteiger: Mengede 08/20 und SV Zweckel. 8 Weitere Aufsteiger: BSV Roxel, TuS Haltern und TSV Marl-Hüls. 9 Weitere Aufsteiger: Rot-Weiß Mastholte und SV Herbern. 10 Vizemeister VfB Fichte Bielefeld stieg ebenfalls auf. 11 Vizemeister BV Brambauer-Lünen stieg ebenfalls auf. 12 Vizemeister Grün-Weiß Nottuln stieg ebenfalls auf. 13 Vizemeister Kirchhörder SC stieg ebenfalls auf. 14 Vizemeister DJK Eintracht Coesfeld stieg ebenfalls auf. 15 Vizemeister SV Spexard stieg ebenfalls auf. 16 Vizemeister SG Finnentrop/Bamenohl stieg ebenfalls auf. | 17 Vizemeister Hedefspor Hattingen stieg ebenfalls auf. 18 Vizemeister TuS 05 Sinsen stieg ebenfalls auf. 19 Vizemeister Rot-Weiß Maaslingen stieg ebenfalls auf. 20 Vizemeister FC Lennestadt stieg ebenfalls auf. 21 Vizemeister SV Horst-Emscher 08 stieg ebenfalls auf. 22 Vizemeister SV Mesum stieg ebenfalls auf. 23 Vizemeister VfB Fichte Bielefeld stieg ebenfalls auf. 24 Vizemeister FSV Gerlingen stieg ebenfalls auf. 25 Vizemeister SC Peckeloh stieg ebenfalls auf. 26 Vizemeister SpVg Hagen stieg ebenfalls auf. 27 Vizemeister TuS Bövinghausen stieg ebenfalls auf. 28 Weitere Aufsteiger: SV Rot-Weiß Deuten und SV Mesum. 29 Vizemeister FC Nieheim stieg ebenfalls auf. 30 Vizemeister FC Nordkirchen stieg ebenfalls auf. |

## 2. Landesliga
Zwischen 1950 und 1952 gab es unter der eingleisigen Landesliga Westfalen noch eine dreigleisige 2. Landesliga Westfalen, die die Zwischenstufe zwischen der 1. Landesliga und den Bezirksklassen bildete. 1952 wurde die 2. Landesliga aufgelöst. Ebenfalls 1952 wurde eine Endrunde der drei Staffelsieger ausgespielt, die für die Aufstiegsfrage jedoch nicht von Bedeutung war. Der Meister dieser Runde ist fett markiert.
| Jahr | Staffel 1           | Staffel 2        | Staffel 3  |
| ---- | ------------------- | ---------------- | ---------- |
| 1951 | Arminia Ickern      | SVA Gütersloh    | BV Buer 07 |
| 1952 | RSV Lüdenscheid-Höh | VfJ 08 Paderborn | SpVg Marl  |